# Small Business Administration
De Small Business Administration (SBA) is een Amerikaans orgaan dat ondersteuning biedt aan ondernemers en kleine bedrijven. Het doel van de SBA is "de nationale economie onderhouden door het oprichten en levensvatbaar maken van kleine bedrijven te vergemakkelijken". Ook geeft het orgaan financiële steun na rampen ("to maintain and strengthen the nation's economy by enabling the establishment and viability of small businesses and by assisting in the economic recovery of communities after disasters").
SBA-leningen worden verleend door banken, kredietunies en andere uitleenders, die samenwerken met de SBA. De SBA geeft een door de overheid gesteunde garantie op een deel van de lening. Onder de Recovery Act en de Small Business Jobs Act werden SBA-leningen uitgebreid om een garantie van 90% te bieden, om de toegang van kapitaal voor kleine bedrijven te versterken nadat kredieten bevroren in 2008. Het orgaan kende een record aan leningen eind 2010.
De SBA helpt om de doelstellingen van de federale overheid om 23% van hoofdzakelijke federale contracten toe te kennen aan kleine bedrijven. Programma's om contracten te gunnen aan kleine bedrijven bevatten inzettingen om te bereiken dat bepaalde federale contracten toegekend worden aan kleine bedrijven die eigendom zijn van vrouwen en door militair inzet gehandicapte veteranen, alsook bedrijven die deelnemen aan programma's zoals 8(a) en HUBZone.
De SBA heeft ten minste één kantoor in elke Amerikaanse staat. Daarnaast geeft het orgaan subsidies aan begeleidende partners, inclusief ongeveer 900 Small Business Development Centers (vaak gelokaliseerd in hogescholen en universiteiten), 110 Women's Business Centers en SCORE, een uit vrijwilligers bestaand mentorcorps van gepensioneerde en ervaren zakelijke leiders met ongeveer 350 afdelingen. Deze begeleidende instellingen bieden jaarlijks diensten aan meer dan 1 miljoen ondernemers en kleine bedrijfseigenaren. President Obama kondigde in januari 2012 aan dat hij de SBA op zou nemen in het Kabinet van de Verenigde Staten, een positie die het laatst hield tijdens het Kabinet-Clinton, waardoor de Directeur van de Small Business Administration een kabinetsfunctie werd.

## Geschiedenis
De SBA werd opgericht op 30 juli 1953 door president Eisenhower door het ondertekenen van de Small Business Act, heden gecodificeerd als 15 U.S.C. ch. 14A. De Small Business Act werd oorspronkelijk van kracht als de "Small Business Act of 1953" in Titel II (67 Stat. 232) van Pub.L. 83–163 (ch. 282, 67 Stat. 230, 30 juli 1953); De "Reconstruction Finance Corporation Liquidation Act" was Titel I, die de Reconstruction Finance Corporation (RFC) afschafte. De Small Business Act Amendmenten van 1958 (Pub.L. 85–536, 72 Stat. 384, die van kracht werden op 18 juli 1958) verwijderde Titel II als deel van deze wet en werd een aparte wet die bekend werd als de "Small Business Act"
De functie van de wet was en is om "hulp, raad, assistentie en bescherming, zover mogelijk te bieden aan de belangen van zaken die kleine bedrijven aangaan" ("aid, counsel, assist and protect, insofar as is possible, the interests of small business concerns").
De SBA heeft een aantal pogingen die zijn bestaan bedreigde overleefd. In 1996 probeerde het de door de Republikeinen gecontroleerde Huis van Afgevaardigden om het orgaan af te schaffen. Het overleefde en kreeg een record hoog budget in 2000. Hernieuwde pogingen van het Kabinet-Bush om het SBA-leningenprogramma af te schaffen resulteerde in congressionele tegenstand, ook al werd in het budget van de SBA herhaaldelijk gesneden. Significante supplementele toelages voor het orgaan versterkte de SBA-leningen door de American Recovery and Reinvestment Act van 2009 en de Small Business Jobs Act of 2010.

## Organisatiestructuur
De SBA heeft een directeur, een assistent-directeur, een hoofdraadsadviseur voor belangenbehartiging en een inspecteur-generaal. Deze functies moeten bevestigd worden door de Senaat. Verder zijn er diverse onderafdelingen die zich met deelgebieden van de SBA bezighouden en die elk een eigen geassocieerde directeur hebben.
Er zijn de volgende onderafdelingen die deel uitmaken van de SBA:
- Business Development
- Capital Access
- Communications and Public Liaison
- Congressional and Legislative Affairs
- Credit Risk Management
- Disaster Assistance
- Entrepreneurial Development
- Entrepreneurship Education
- Equal Employment Opportunity and Civil Rights Compliance
- Faith Based and Neighborhood Partnerships
- Field Operations
- Government Contracting and Business Development
- Hearings and Appeals
- HUBZone Program (een programma voor kleine bedrijven die opereren in historisch onderbezette gebieden: "Historically Underutilized Business Zones")
- International Trade
- Investment and Innovation
- Management and Administration
- Native American Affairs
- Performance Management
- Small Business Development Centers
- Veterans Business Development
- Women's Business Ownership

## Directeurs
| Begin            | Einde             | Naam                        | President                  |
| ---------------- | ----------------- | --------------------------- | -------------------------- |
| 1 augustus 1953  | 30 oktober 1953   | William D. Mitchell         | Dwight D. Eisenhower       |
| 9 februari 1954  | 21 november 1959  | Wendell B. Barnes           | Dwight D. Eisenhower       |
| 24 november 1959 | 20 januari 1961   | Philip McCallum             | Dwight D. Eisenhower       |
| 2 februari 1961  | 7 augustus 1963   | John E. Horne               | John F. Kennedy            |
| 8 augustus 1963  | 10 september 1965 | Eugene P. Foley             | Lyndon B. Johnson          |
| 19 mei 1966      | 31 juli 1967      | Bernard L. Boutin           | Lyndon B. Johnson          |
| 1 augustus 1967  | 31 juli 1968      | Robert C. Moot              | Lyndon B. Johnson          |
| 1 augustus 1968  | 22 februari 1969  | Howard J. Samuels           | Lyndon B. Johnson          |
| 5 maart 1969     | 1 januari 1971    | Hilary J. Sandoval Jr.      | Richard Nixon              |
| 18 januari 1971  | 12 oktober 1975   | Thomas S. Kleppe            | Richard Nixon, Gerald Ford |
| 12 februari 1976 | 4 maart 1977      | Mitchell P. Kobelinski      | Gerald Ford                |
| 1 april 1977     | 20 januari 1981   | A. Vernon Weaver            | Jimmy Carter               |
| 30 maart 1981    | 3 februari 1982   | Michael Cardenas            | Ronald Reagan              |
| 29 maart 1982    | 31 maart 1986     | James C. Sanders            | Ronald Reagan              |
| 23 maart 1987    | 20 maart 1989     | James Abdnor                | Ronald Reagan              |
| 20 april 1989    | 27 maart 1991     | Susan Engeleiter            | George Bush                |
| 27 maart 1991    | 20 januari 1993   | Patricia Saiki              | George Bush                |
| 12 mei 1993      | 6 oktober 1994    | Erskine B. Bowles           | William Clinton            |
| 8 oktober 1994   | 11 februari 1997  | Philip Lader                | William Clinton            |
| 7 maart 1997     | 20 januari 2001   | Aida Alvarez                | William Clinton            |
| 25 juli 2001     | 2 juli 2006       | Hector V. Barreto Jr.       | George W. Bush             |
| 10 juli 2006     | 5 juni 2008       | Steven C. Preston           | George W. Bush             |
| 6 april 2009     | 1 september 2013  | Karen G. Mills              | Barack H. Obama            |
| 7 april 2014     | 20 januari 2017   | Maria Contreras-Sweet       | Barack H. Obama            |
| 14 februari 2017 | 12 april 2019     | Linda McMahon               | Donald J. Trump            |
| 13 april 2019    | 15 januari 2020   | Chris Pilkerton(waarnemend) | Donald J. Trump            |
| 15 januari 2020  | 20 januari 2021   | Jovita Carranza             | Donald J. Trump            |

## Leenprogramma's
Het meest zichtbare aspect van de SBA zijn de leenprogramma's. De SBA verleent geen subsidies, met uitzonderingen van noodhulp na rampen. De SBA garandeert bepaalde delen van zakelijke leningen door banken en andere uitleners tegen verzuim, volgens hun richtlijnen.